# Thomas Lewis (cardiólogo)

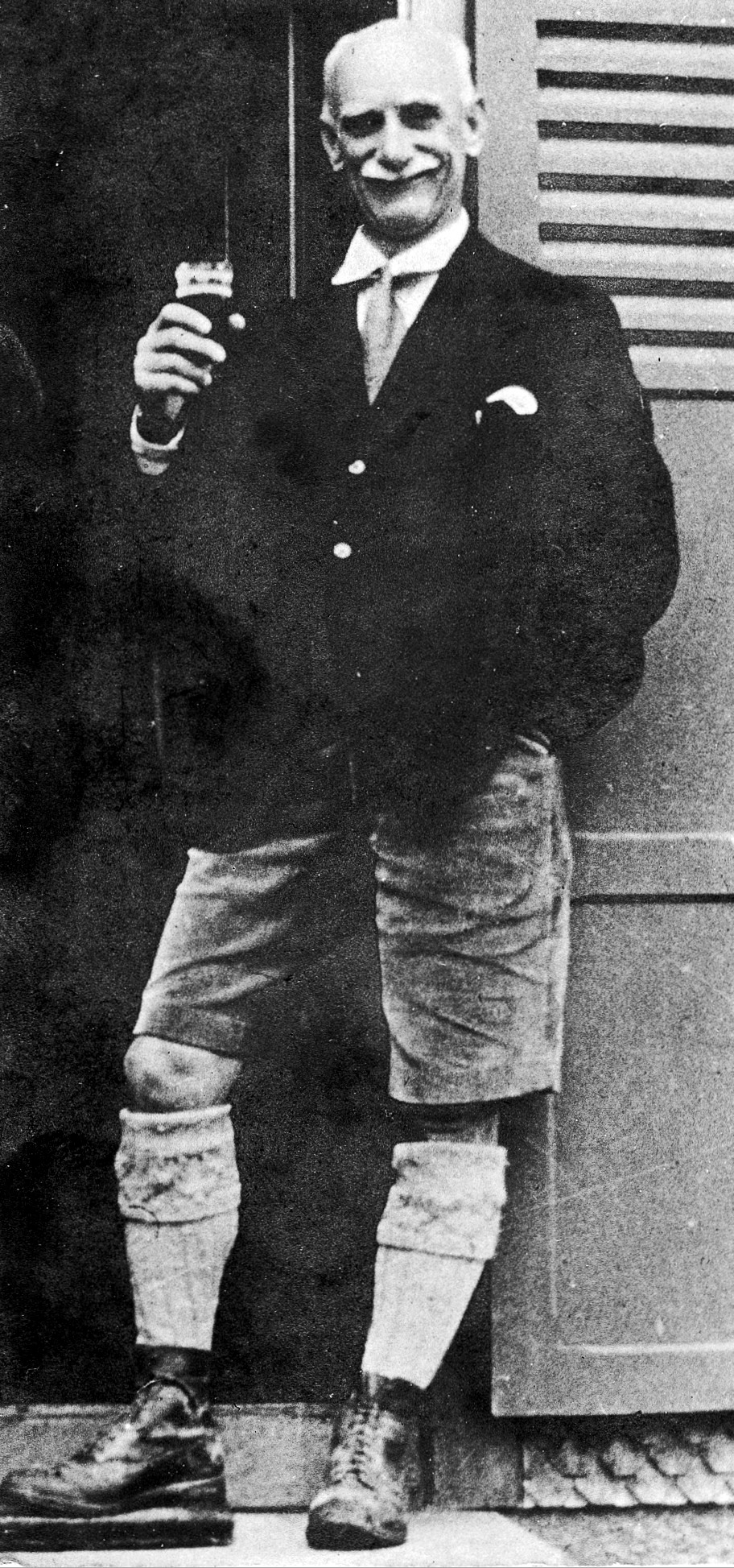
Thomas Lewis

Thomas Lewis (26 de diciembre de 1881 – 17 de marzo de 1945) fue un cardiólogo británico (a pesar de que personalmente rechazó el término, prefiriendo especialista en enfermedades cardiovasculares). Acuñó el término "ciencia clínica".

## Educación
Lewis nació en Taffs Well, Cardiff, Gales. Fue hijo de Henry Lewis, un ingeniero de minas, y su mujer Catherine Hannah (de soltera Davies). Fue educado en casa por su madre, salvo por un año en Clifton College, que abandonó por problemas de salud, y dos años que estudió con un tutor. Planeando estudiar medicina, a los dieciséis años empezó un bachillerato de ciencias (BSc) en el Colegio Universitario de Cardiff, graduándose tres años más tarde con honores como primero de su clase. En 1902 entró al  Hospital Universitario de Londres (UCH) para estudiar medicina, graduándose con la medalla de oro en 1905. Ese mismo año fue nombrado Doctor en Ciencias (DSc) por la Universidad de Gales por su trabajo de investigación.

## Carrera
Permaneció en el UCH el resto de su vida, empezando como médico interno. Desde 1907 también trabajó en el Real Hospital Naval de Greenwich y en la Hospital Ciudad de Londres y mientras estudiaba el Doctorado en Medicina (MD). En 1911 fue nombrado profesor de patología cardíaca en el UCH y en 1913 fue ascendido a ayudante médico en trabajo clínico. Fue elegido Socio del Real Colegio de Médicos (FRCP) en 1913.
Mientras era aún un médico interno, Lewis empezó a investigar en fisiología, llevando a cabo un trabajo fundamental sobre el corazón, el pulso y la presión sanguínea. Desde 1906, mantuvo correspondencia con el fisiólogo holandés Willem Einthoven sobre los inventos de este (galvanómetro de cuerda y electrocardiografía) que Lewis comenzó a usar en ambientes clínicos. Lewis es por ello considerado el "padre de electrofisiología cardíaca clínica". El primer uso de electrocardiograma en medicina clínica data de 1908 cuando Thomas Lewis y Arthur MacNalty emplearon un electrocardiograma para diagnosticar problema de conducción cardíaco. En 1909, junto a James Mackenzie, Lewis fundó Journal for the Study of the Circulation, renombrado Clinic Science en 1933. En 1913, publicó su libro Electrocardiografía Clínica, el primer tratado sobre electrocardiografía. Lewis fue elegido Socio de la Sociedad Real (FRS) en 1918 y promovido médico residente en el UCH en 1919.

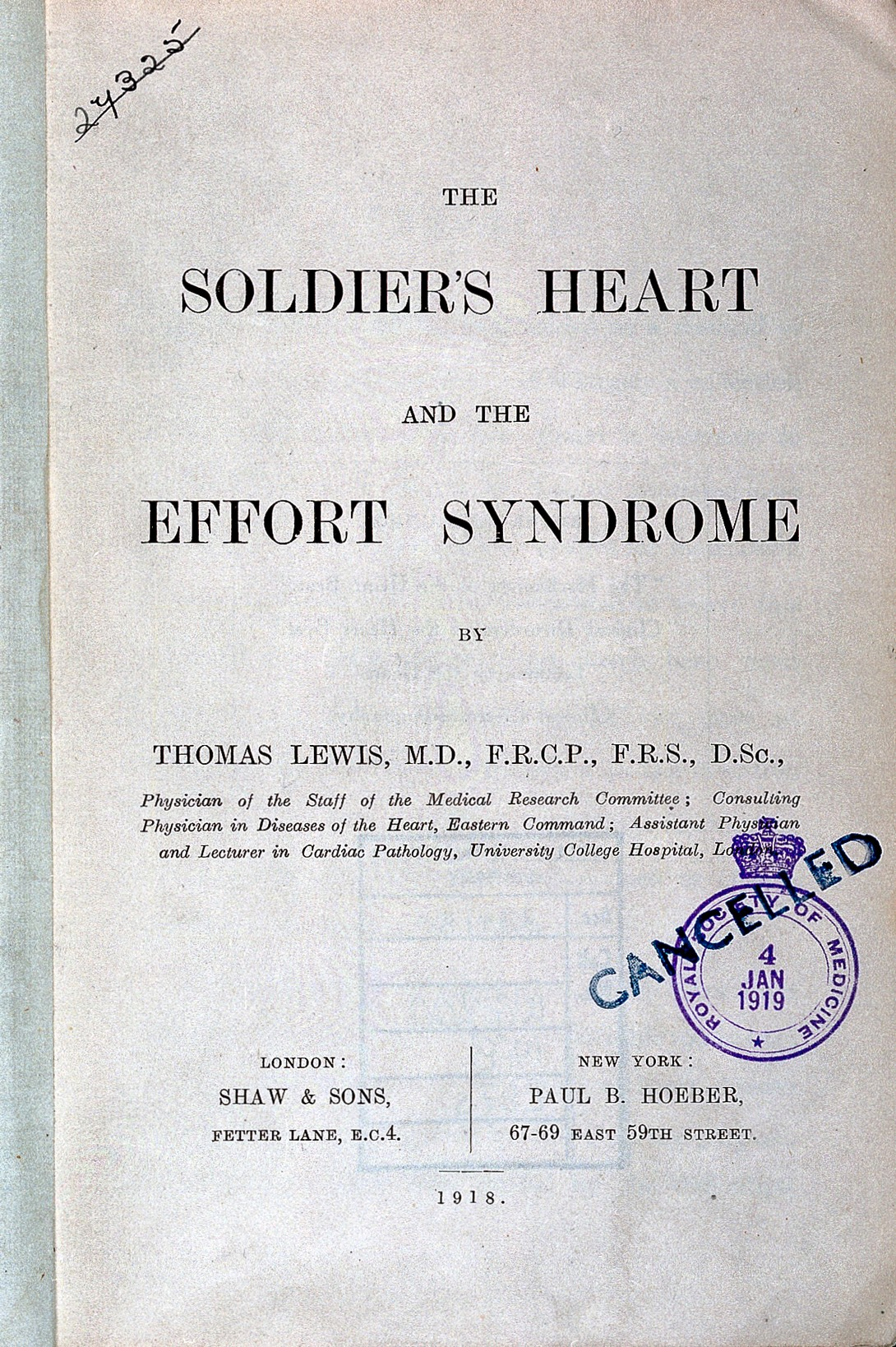
El corazón del soldado y el síndrome del esfuerzo

Durante la Primera Guerra Mundial, Lewis trabajó en el Hospital Militar del Corazón en Hampstead y, con la primera dedicación exclusiva a la investigación clínica en Gran Bretaña, en el Comité de Investigación Médica (futuro Consejo de Investigación Médica más tardío). Dirigió un estudio sobre la dolencia entonces llamada "corazón del soldado" y, tras establecer que no era un problema cardíaco, lo rebautizó como "síndrome del esfuerzo". En 1918 escribió la monografía El corazón del Soldado y el Síndrome del Esfuerzo. Inventó ejercicios terapéuticos para los soldados que padecían el síndrome tras su vuelta a la condición civil, siendo nombrado consultor médico honorario del Ministerio de Pensiones en abril de 1919, y  Comandante de la Orden del Imperio británico (CBE) en enero de 1920. Fue nombrado caballero entre los nombramientos del cumpleaños de 1921.
Después de la guerra, fundó el departamento de investigación clínica del UCH y continuó su trabajo sobre la arritmia cardíaca. En 1925 cambió su foco de la cardiografía a las reacciones vasculares de la piel. En 1917 demostró que los capilares tenían contracciones independientes y pasó a investigar la respuesta de la piel al daño, llevando a la monografía de 1927 Los Vasos sanguíneos de la piel humana y sus respuestas. Recibió la medalla Real de la Sociedad Real en 1927 "por sus investigaciones en el sistema vascular, tras su trabajo previo  latido del corazón en mamíferos." Luego, volvió a cambiar su foco a las enfermedades vasculares periféricas,especialmente la enfermedad de Raynaud, y finalmente al mecanismo del dolor, resumiendo sus hallazgos en Dolor en 1942. Su libro de 1932, Enfermedades del Corazón se convirtió en in clásico médico sobre la materia. En 1930 describa la reacción de Hunting, alternando vasodilatación y vasoconstricción de capilares periféricos en entornos fríos.

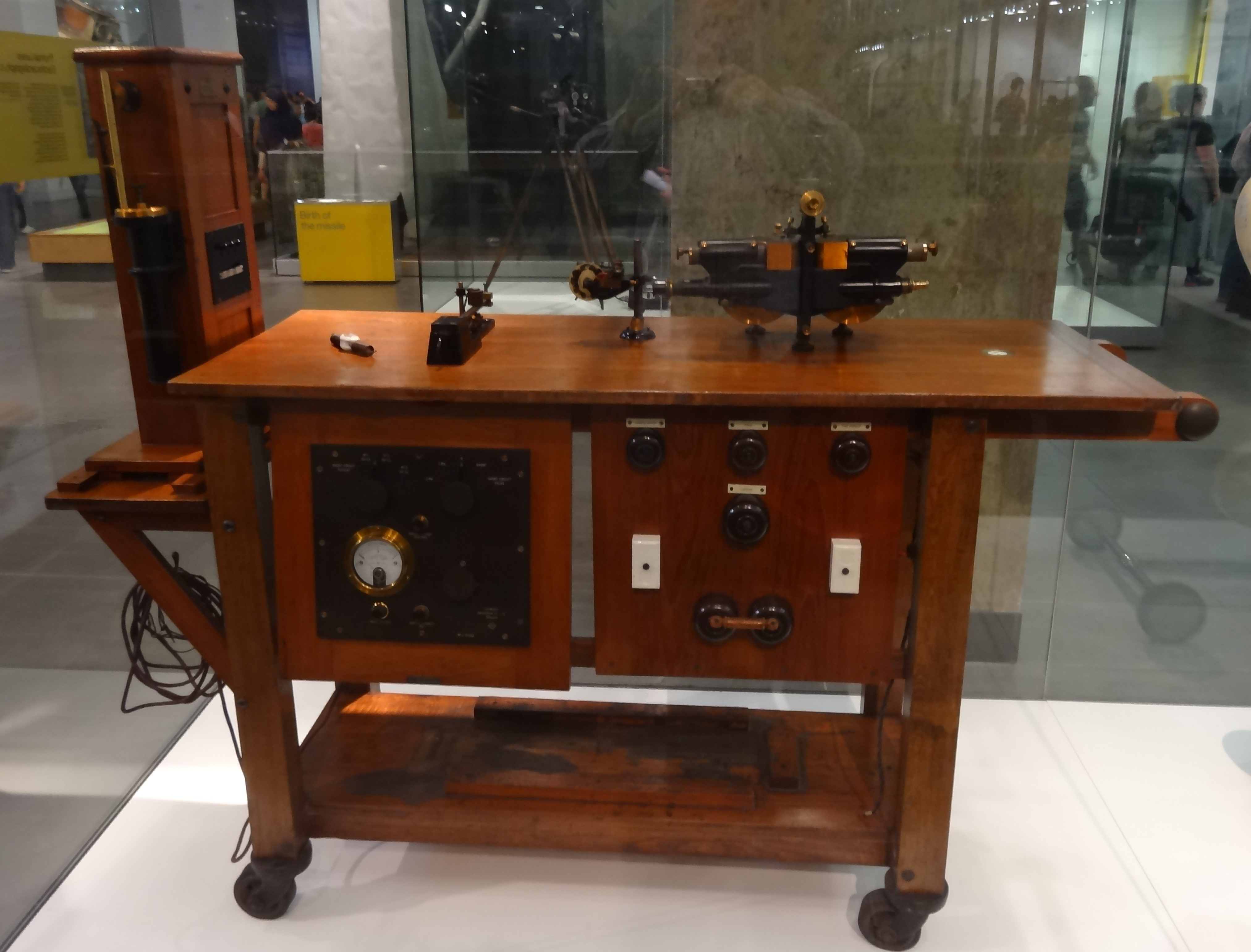
Su máquina de electrocardiogramas (circa 1930) con ruedas, diseñada para poder ser usado en boxes de hospitales. La máquina se exhibe el Museo de la Ciencia de Londres.

En 1930, fundó la Sociedad de Investigación Médica. Recibió la medalla Copley en 1941 "por sus investigaciones clínicas y experimentales sobre corazón mamífero", siendo el segundo médico clínico en recibirla después de Sir Lister en 1902. Fue vicepresidente de la Sociedad Real de 1943 a 1945.
Lewis padeció un infarto de miocardio a la edad de 45 y dejó su hábito 70 cigarrillos al día, siendo uno de los primeros en percatarse del efecto del tabaco en los vasos sanguíneos. Murió de una enfermedad de las arterias coronario en su casa en Loudwater, Hertfordshire el 17 de marzo de 1945, a la edad de 63 años.

## Familia
Se casó con Alice Lorna Treharne James en 1916, con la que tuvo tres hijos.

## Publicaciones
- The Mechanism of the Heart Beat (1911)
- Clinical Electro-Cardiography (1913)